# La Valle (Wisconsin)
La Valle es una villa ubicada en el condado de Sauk en el estado estadounidense de Wisconsin. En el Censo de 2010 tenía una población de 367 habitantes y una densidad poblacional de 328,01 personas por km².

## Geografía
La Valle se encuentra ubicada en las coordenadas 43°34′58″N 90°7′51″O / 43.58278, -90.13083. Según la Oficina del Censo de los Estados Unidos, La Valle tiene una superficie total de 1.12 km², de la cual 1.1 km² corresponden a tierra firme y (1.85%) 0.02 km² es agua.

## Demografía
Según el censo de 2010, había 367 personas residiendo en La Valle. La densidad de población era de 328,01 hab./km². De los 367 habitantes, La Valle estaba compuesto por el 97.55% blancos, el 0.27% eran afroamericanos, el 0% eran amerindios, el 1.63% eran asiáticos, el 0% eran isleños del Pacífico, el 0% eran de otras razas y el 0.54% pertenecían a dos o más razas. Del total de la población el 2.18% eran hispanos o latinos de cualquier raza.